# 愛
愛（あい、英: love、仏: amour）について解説する。

## 概要
最初に辞書における語義の説明に軽く触れ、次に、伝統的な用法、各宗教における説明で人々の間に定着している意味を解説し、愛とは何かをその後の現代の多様な用法を使い、歴史に沿って解説する。

### 辞典等の主要語義の解説
広辞苑では、次のような語義をあげている。
- 親兄弟のいつくしみあう心。ひろく、人間や生物への思いやり[1]。
- 男女間の愛情。恋愛[1]。
- 大切にすること。かわいがること。めでること[1]。
- 〔キリスト教〕 神が、全ての人間をあまねく限りなく いつくしんでいること。アガペー（隣人愛）[1]。
- 〔仏教〕 渇愛、愛着（あいじゃく）、愛欲。「十二因縁」の説明では第八支に位置づけられ、迷いの根源として否定的に見られる[1]。

## 日本語の「愛」の意味の変遷
日本の古語においては、「かなし」という音に「愛」の文字を当て、「愛（かな）し」とも書き、相手をいとおしい、かわいい、と思う気持ち、守りたい思いを抱くさま、を意味したという概念を表わす語としては「情」、恋愛に関しては「色」や「恋」という語が用いられることが多く、その概念そのものも欧米のそれとは大きく異なっていた。
近代に入り、西洋での語義、すなわち英語の「love」やフランス語の「amour」などの語義が導入された。その際に、「1. キリスト教の愛の概念、2.ギリシア的な愛の概念、3. ロマン主義小説の恋愛至上主義での愛の概念」などの異なる概念が同時に流れ込み、現在の多様な用法が作られてきた。

## 伝統的な説明、宗教的な説明

### 古代ギリシア・キリスト教での愛
キリスト教において最大のテーマとなっている愛と言えば、まずなによりもアガペーである。
そのアガペーとはいかなるものなのか、その特質を説明するにあたって、キリスト教関連の書物や西欧文化圏の書物では、あえて4種類の感情（すでに古代ギリシア時代から考えられていた4種類の"愛"、いずれもギリシア語表現。）について説明していることが多い。それらは以下のとおり。
- 「ストルゲー」 στοργή storgē
  - キリスト教では家族愛。（古代ギリシアでは風、火、水、土を結合させる愛、であった。）
- 「エロス」 έρως érōs
  - キリスト教では性愛。(古代ギリシアでは自己を充実させる愛、であった。）
- 「フィーリア」 φιλία philía
  - キリスト教では隣人愛。友愛。（古代ギリシアでは友人の友人に対する愛。[注釈 1]）
- 「アガペー」 αγάπη agápē
  - キリスト教では真の愛。（古代ギリシアではあるものを他よりも優遇する愛、であった。）新約聖書においては「神は愛です」（ヨハネの手紙一 4:8, 16）に代表されるように、神の本質が愛であり、特にイエス・キリストを通して愛が示されている。「アガペー」及び「フィーリア」は聖書に用いられているが、「エロス」は用いられていない[7]。

イエスは言った「されど我ら汝らに告ぐ、汝らの敵を愛し、汝らを迫害する人のために祈れ」（マタイ 5:44）と。ここに自分を中傷し敵対する相手であれ、神の子供として、また、罪を贖われた者として、隣人とみなして赦し合うべきであるという、人類愛の宣言がある。
パウロは対神徳として信仰、希望、愛を掲げたが、「そのうち最も大いなるは愛なり」（1コリント 13:13）と言い、「山を移すほどの大いなる信仰ありとも、愛なくば数うるに足らず」（同13:2）、「愛を追い求めよ」（同14:1）としるし、すべての徳とキリスト教における愛の優位性を確立した。また彼は、神の永続的な無償の愛を恩寵charis（ロマ 1:5、ほか）と呼び、これはのちにgratiaとラテン語訳されて、キリスト教神学の原理的概念として重んぜられたのである。
西欧の伝統、キリスト教の信仰においては、愛は非常に大きなテーマである。キリスト教においては、「神は愛である」としばしば表現される。また、「無条件の愛」もたびたび言及されている。

### ユダヤ教「ヘブライ語聖書」における愛
ユダヤの聖書とされるヘブライ語聖書においては愛に相当する語として、ヘブライ語の「אהב」（エハヴ）（エハヴァ）（エハヴァー）が使われているが、日常でも用いられる。
また、キリスト教の英語旧約聖書で「lovingkindness」「kindness」「kindly」「mercy」「in goodness」と訳される「慈悲」の意味の「חסד」（ヘセド）は、他に「favor」「Loyalty」「disgrace」などと訳されて「えこひいき」「忠誠心」「恥」の意味にも使われているが、「Loyalty（恥）」と訳された「חסד」（ヘセド）をヘブライ語聖書レビ記20章17節に見ると「慰み」の意味合いも含まれていることがわかる。神の愛はしばしば歴史記述を通して具体的に語られる。概要としては、愛を受けるに相応しくない者に、神の自由な一方的な選択によって愛が与えられ、その者が、たとい神から離れようとも、神は見捨てない、という内容である。
- 「מאהבת」は[10]、主の「愛」の意味。この綴りは、主が「愛した」という意味の「אהב」を[11]核とする。
  - キリスト教では、新共同訳聖書申命記7章8節「ただ、あなたに対する主の愛のゆえに、あなたたちの先祖に誓われた誓いを守られたゆえに、主は力ある御手をもってあなたたちを導き出し、エジプトの王、ファラオが支配する奴隷の家から救い出されたのである。 」と翻訳されている。
- 「מאהבת」はまた[12]、女の「愛」も意味する。
  - キリスト教では、新共同訳聖書サムエル記）下1章26節「あなたを思ってわたしは悲しむ／兄弟ヨナタンよ、まことの喜び／女の愛にまさる驚くべきあなたの愛を。 」と翻訳されている。
- 「אהבתך」は[12]、親友の「愛」を意味する。
  - キリスト教では、新共同訳聖書サムエル記下1章26節「あなたを思ってわたしは悲しむ／兄弟ヨナタンよ、まことの喜び／女の愛にまさる驚くべきあなたの愛を。 」と翻訳されている。
- 「אהבת」は[13]、息子に対するアブラハムの「愛」。
  - キリスト教では、新共同訳聖書創世記22章2節「神は命じられた。「あなたの息子、あなたの愛する独り子イサクを連れて、モリヤの地に行きなさい。わたしが命じる山の一つに登り、彼を焼き尽くす献げ物としてささげなさい。」 」と翻訳されている。
- 「ואהבת」は[14]、主を「愛すべし」の意味。
  - キリスト教では、新共同訳聖書申命記6章5節「あなたは心を尽くし、魂を尽くし、力を尽くして、あなたの神、主を愛しなさい。 」と翻訳されている。
- 「ואהבת」はまた[15]、隣人を主である私のように「愛すべし」という意味の聖句にも使われている。なお、主は、キリスト教申命記10章9節にも記されているとおり、レビ族の[16]嗣業を意味する。
  - キリスト教では、新共同訳聖書レビ記19章18節「復讐してはならない。民の人々に恨みを抱いてはならない。自分自身を愛するように隣人を愛しなさい。わたしは主である。 」と翻訳されている。
- 「לאהבי」は[17][18]、主から慈悲を与えられる「愛人」の意味。主の「לאהבי」（愛人）であることに対する見返りが、主の「חסד」（慈悲）である。
  - キリスト教では、新共同訳聖書出エジプト記20章6節並びに申命記5章10節「わたしを愛し、わたしの戒めを守る者には、幾千代にも及ぶ慈しみを与える。 」と翻訳されている。

### 仏教での愛と慈悲
仏教における、いわゆる"愛"（英語でloveに相当するような概念）について説明するには、「愛」と翻訳されている概念と、「慈」や「悲」と翻訳されている概念について説明する必要がある。
「愛」に相当するサンスクリット語はtRSNaa तृष्णा、kaama काम、preman प्रेमन्、sneha स्नेह の4種がある。
仏教でも人のことを深くおもい大切にする、という概念はある。ただし「tRSNaa」や「kaama」の中国語での翻訳字として「愛」の字を当てたため、別の字を翻訳字として当てることになったのである。仏や菩薩が、人々のことを思い楽しみを与えることを「maitrī」と言うが、その翻訳としては中国語では「慈」の字を、人の苦しみを取り除くことkaruṇāには「悲」の字を用い、それらをあわせて「慈悲」という表現で呼んだ。
特に大乗仏教では、慈悲が智慧と並んで重要なテーマであり、初期仏教の段階ですでに説かれていた。最古の仏典のひとつとされる『スッタニパータ』にも慈悲の章がある。
一切衆生に対する純化された想い（心）を慈悲という。それは仏だけでなく、普通の人々の心の中にもあるものだと大乗仏教では説く。
観音菩薩（や聖母マリア）は、慈悲の象徴ともされ、慈悲を感じることができるように表現されている。

### 儒教での愛
仁は、人がふたり居るときの完成した愛であるが、孔子は、その実現困難性について「仁人は身を殺して以て仁を成すことあり」といい、愛に生きるならば生命を捧げる覚悟が必要だとした。仁は対人関係において自由な決断により成立する徳である。孔子は仁の根源を血縁愛であるとした（「孝弟なるものはそれ仁の本をなすか」）。そしてこの自己犠牲としての愛と、血縁愛としての自己保存欲との間に、恭（道に対するうやうやしさ）、寛（他者に対する許しとしての寛大）、信（他者に誠実で偽りを言わぬ信）、敏（仕事に対する愛）、恵（哀れな人に対するほどこし）などが錯綜し、仁が形成されるとした。
一方で孔子は「吾れ未だ徳を好むこと色を好むが如くする者を見ざるなり」と述べた。
孟子は仁と義に対等の価値をみとめ、利と相反するものとしたが、墨子は義即利とみて、孟子と対立した。
仁をただちに愛としないのは愛を情（作用）とみ、仁を性（本体）とみているからである。

## 理論
愛を巡っては、心理学や生物学分野においてさまざまな理論が提唱されている。
心理学者のロバート・スターンバーグは1986年に愛の三角理論を提唱し、愛は相手に対する敬意や好意、親しみを示す「親密さ」、性的欲求や相手への熱烈な感情を示す「情熱」、そして相手を愛そう、相手との関係を維持しようという決意を表わす「関与」の3つの成分に整理できるとして、各成分の有無によって、3成分全てが存在しない愛のない関係から3成分全てを兼ね備えた完全な愛に至るまで、愛を8種類に分類した。
愛と好意の関係については、本質的に同じものと見る立場から、質的に全く異なるものとみなす立場まで、さまざまな説が存在する。

## 対象

### 自己愛

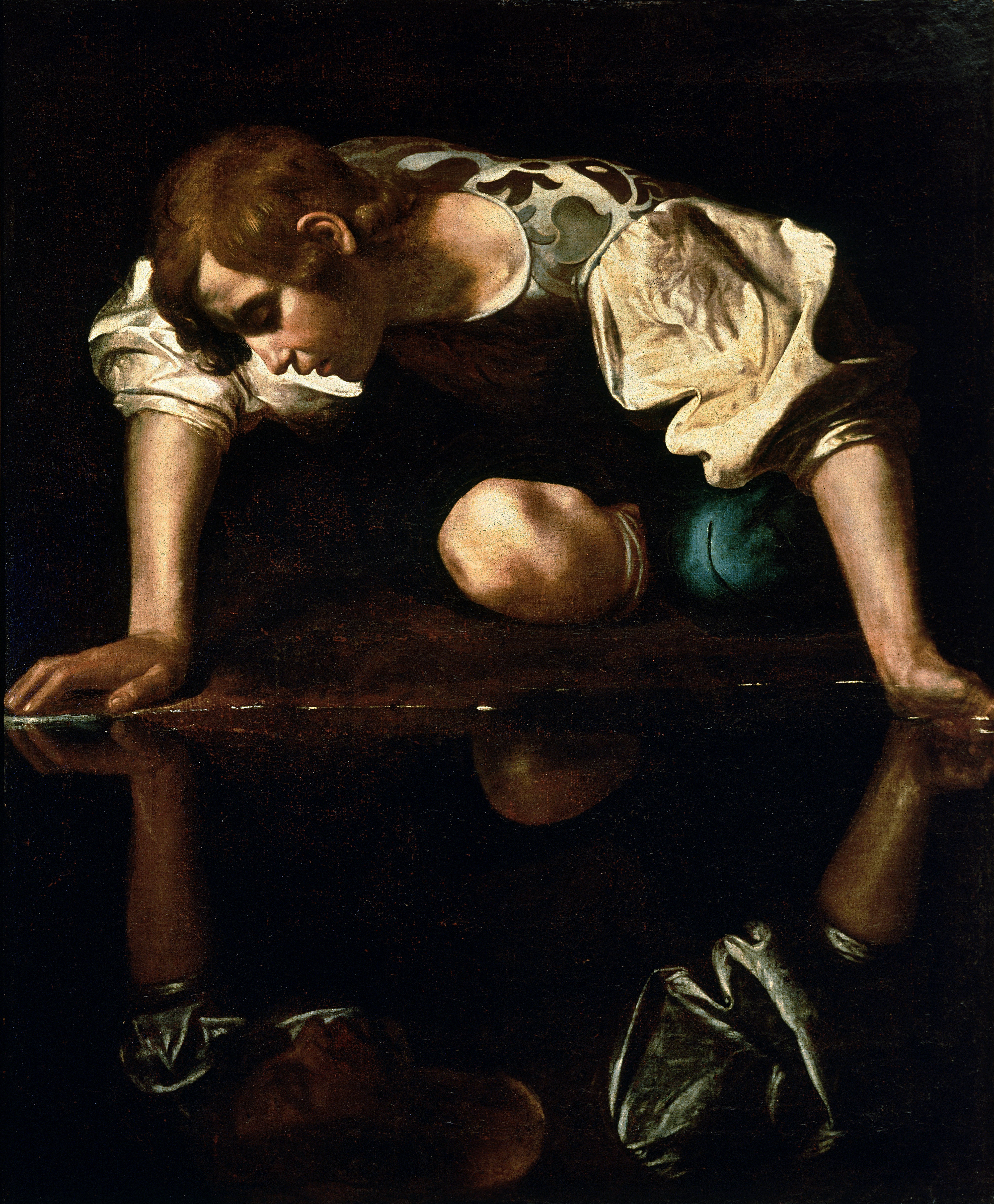
ナルシシズムの語源となった、ナルキッソス（カラヴァッジオ画）

社会的な人間にとって根源的な愛の形態の一つ。自分自身を支える基本的な力となる。
（ 英語でself-love とも。 narcissism の訳語として用いられることもある。）
生まれてきたばかりの赤ん坊は、保護者と接しながら自己と他者の認識を形成する。その過程で(成人するまでに)自身が無条件に受け入れられていると実感することが、自己愛の形成に大きく関与している。「自分が望まれている」事を前提に生活できることは、自身を大切にし自己実現に向かって前進する土台となり得る。また、自己に対する信頼が安定すること、自分という身近な存在を愛せることは、その経験から他者を尊重することにも繋がる。
心理学者らからは、自己愛が育って初めて他人を本当に愛することができるようになる、としばしば指摘されている。自分を愛するように、人を愛することができるという訳である。自分を愛せない間は、人を愛するのは難しいと言われる。
しかし子供によっては、虐待されたり、自身の尊厳を侵されたりするような環境に置かれることがある。この場合、その子供は努力次第で逆境に打ち勝ち、人格者に成長する可能性もあるし、自己愛が希薄な自虐的な性格になるなどの可能性もある。もし後者で自己愛を取り戻すには、自身が無条件で受け入れられていると強烈に実感する体験がかぎの一つとなる。
周囲から見て精神的に未熟な者が、恋愛の最中に「恋している自分に恋している」と評されることがある。これは、対象を愛して(気分が舞い上がりなどして)いる自己に酔っている、また、パートナーがいるという優越感に浸っている状態を揶揄するものである。しかし、本人の認識も、他者も、恋愛の対象も、全面的に真に相互的な恋愛感情を抱いていると誤認しやすい。

### 家族愛
親子、兄弟姉妹、祖父母や孫などに対する愛。家族愛の根拠を血のつながりに求められることが多いが、家族という言葉は広い範囲を指しているものがあり、血縁があるかないかは関係ない。養子も大切な家族である。ヨーロッパやアメリカでは、アフリカなどで生き場を失った子供などを養子にし自分の家族の一員として迎え入れ大切に育てる人が増えてきている。
母が子に抱く愛や父が子に抱く愛をそれぞれ「母性愛」や「父性愛」などと言う。母性愛と父性愛は質的に異なり、それぞれの役割や社会的機能があると考えられている（これについては母性・父性の項が参照可）。愛情表現には多々あるが、コミュニケーションの中で子やパートナーの話に耳を傾けたり、抱きしめて相手を受け入れていることを示す方法、またそれらを行うための大切な時間を分け与えるなどの方法がある。
なお近年ではペットも家族としてとらえることが一般的になってきている（日本でもペットを飼い始めることを「○○（ちゃん）を家族として迎え入れた」と表現する事がある。特に犬や猫など、感情の交流ができる動物の場合にしばしばそういう表現がされている）。
こうした家族愛の成立は、かなり新しいものであると考えられている。エドワード・ショーターは中世ヨーロッパには家族愛は存在せず、性愛・母性愛・家族愛は近代になってはじめて家族に持ち込まれたとした。この3つの概念が持ち込まれたことで、19世紀には「性＝愛＝生殖」の一致を基本とする近代家族が成立し、以後の家族観の基礎となった。また、同時に家族は夫婦・親子の愛によって相互に結ばれるものというイデオロギーが成立した。この概念は明治時代に日本にも持ち込まれ、大正時代には都市部の新中産階級に普及した。一方で家族愛の中での比重は日本と欧米に違いが見られ、一般的に欧米は夫婦愛が最も重要であるのに対し、日本の家族愛は母性愛のイメージが多く語られる。また、愛が家族関係の中心的な概念となった結果、逆に愛情が薄れた場合離婚などで家族関係を解消することも多くなった。

### 人類愛
全人類に対する愛を人類愛という。血縁関係や民族や人種などで人を差別するなどという下劣なことをしない愛である。

## 愛と恋の違い
例えば日本語では「愛」という概念と「恋」という概念が、言葉として区別される。たとえば母や父が子を大切に思い、護り、そだてようとする気持ちは「愛」であるが、（基本的には）「恋」とは異なる。そのため、一方的に恋をしていても、ただの恋にすぎず、相手のことを実は本当には愛していない、というようことも起こりうる。当百科事典でも、愛と恋は区別し、恋のほうは恋愛という別記事で説明する。ただし、「恋」を包括する概念として「愛」が用いられることもあるので、単純な二元論として看做すのも不適切である。
恋というものは「ただの恋」で終わってしまうことは多い。愛にまでは育たないことが多いのである。ただし、それぞれの人間性や人間的な成熟度にもよるが、最初は恋で始まった未熟な人間関係でも、交流を重ねるうちに、どちらかのうちに本物の愛が芽生え、育ってゆくことはある。
異性への恋というのは実は、当人が気づいていなくても、まず最初に子孫を残すという動物的衝動があって、それが異性への強い関心へとつながり、その強い関心が当人にとっては「恋」と感じられていることがある。古代以来の哲学者たちがそれをどのように理解し説明してきたか、次に挙げる。
プラトンによると愛 erōsは善きものの永久の所有へ向けられたものであり、肉体的にも心霊的にも美しいもののなかに、生殖し生産することをめざす。滅ぶべきものの本性は可能な限り無窮不死であることを願うが、それはただ生殖によって古いものから新しいものをのこしていくことによって可能である。この愛を一つの美しい肉体からあらゆる肉体の美へ、心霊上の美へ、職業活動や制度の美へ、さらに学問的認識上の美への愛に昇華させ、ついに美そのものであるイデアの国の認識にいたることが愛の奥義である。プラトニック・ラブはもとこのような善美な真実在としてのイデアの世界への無限な憧憬と追求であり、真理認識への哲学的衝動である。しかしプラトンは美しい肉体への愛を排除するものでなく、イデアに対する愛を肉体的なものへの愛と切りはなして考えるものでもない。
プラトンは、エロスは神々と人間との中間者であり、つねに欠乏し、美しいものをうかがい、智慧を欲求する偉大な精霊（ダイモン）であるという。生殖の恋も愛智としての恋も、ともに不死なるものの欲求である。恋の奥義は地上の美しいものどもの恋から出発して、しだいに地上的なるものを離れ、ついに永遠にして絶対的な美そのものを認識するに至ることにある。

## 愛と性の関係

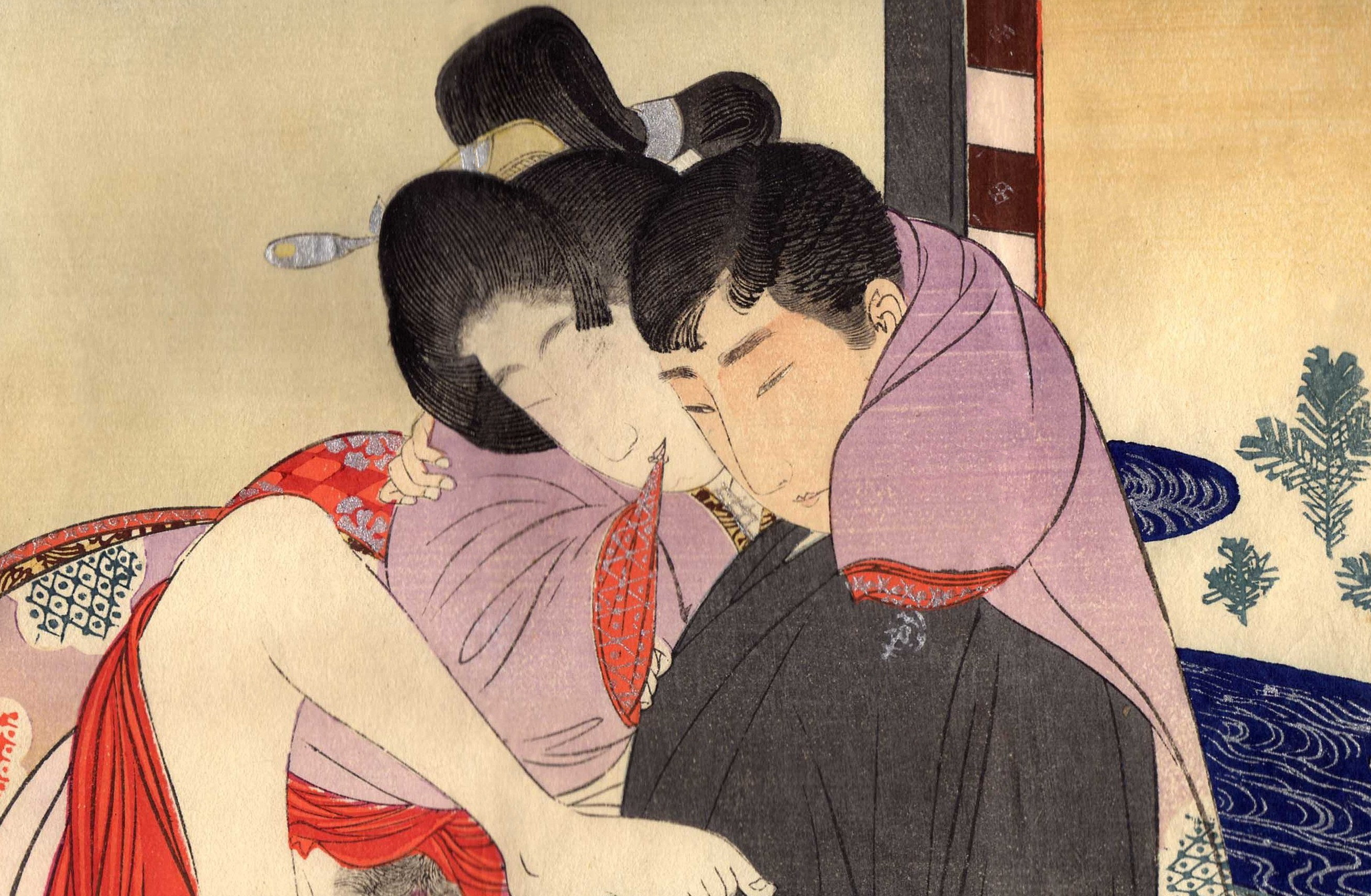
明治の春画（1880年）

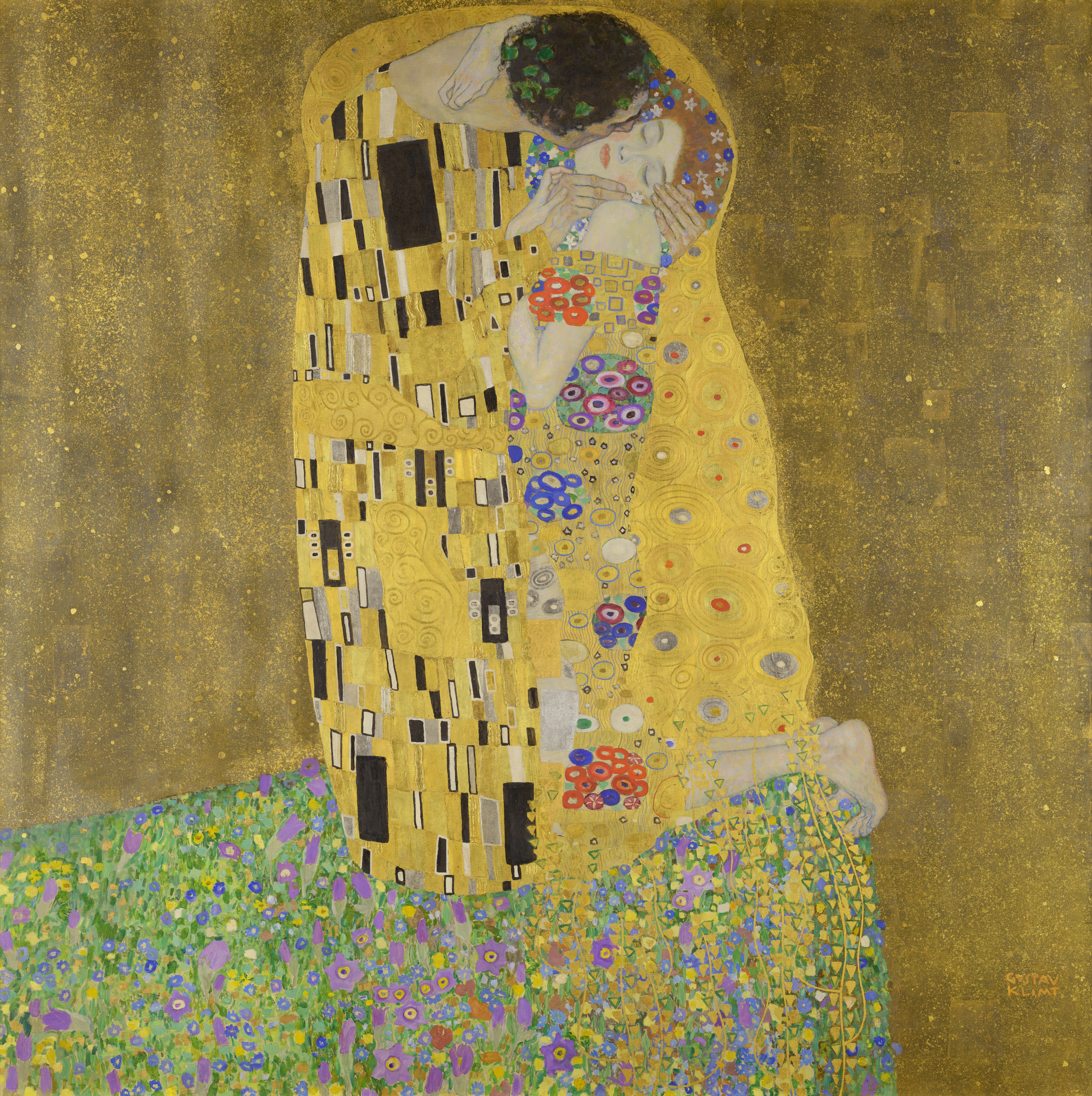
接吻 (The Kiss) - グスタフ・クリムト (Gustav Klimt)

愛情と性的な感情がごちゃまぜになった状態は「性愛」と言う。
ショーペンハウアーは、あらゆる形式の愛が性への盲目的意志に人間を繋縛するものであるとの理由で愛を断罪する。しかし、その主著には独自の「性愛の形而上学」の考察が含まれている。それによれば、愛はすべての性欲に根ざしているのであり、将来世代の生存はそれを満足させることにかかっている。けれども、この性的本能は、たとえば「客観的な賛美の念」といった、さまざまな形に姿を変えて発現することができる。性的結合は個人のためではなく、種のためのものであり、結婚は愛のためにではなく、便宜のためになされるものにほかならない。
フロイトは性欲のエネルギーをリビドーと名づけ、無意識の世界のダイナミズムの解明につとめたが、とくに幼児性欲の問題は従来の常識的な通念に大きな衝撃を与え、性愛の問題の現代的意味の追求への道を開いた。たとえばＤ．Ｈロレンスの文学は、性愛のいわば現代文明論的な意味の探求を一つの中心課題としているものといってよい。サルトル、ボーヴォワールらの実存主義者たちにも、人間論の中心問題としての愛、性欲の問題への立ち入った究明の試みがみられる。(生殖とは、生物の個体が自己の体の一部を基として自己と同じ種類の別の個体を生じる現象をいう。個体にはそれぞれだいたい一定の寿命があって死滅するが、生殖によって種属の絶滅がふせげる。生物には個体維持の本能とともに生殖を全うしようとする種属保存の本能があり、両者を生物の二大本能という。生じた個体はその基となった個体とかならずしも同似ではないが、一定の世代数をへて同似のものにもどる。）